# Acanthostachys pitcairnioides
Acanthostachys pitcairnioides är en gräsväxtart som först beskrevs av Carl Christian Mez, och fick sitt nu gällande namn av Werner Rauh och Barthlott. Acanthostachys pitcairnioides ingår i släktet Acanthostachys och familjen Bromeliaceae. Inga underarter finns listade i Catalogue of Life.